# Nippes (stadsdelsområde)

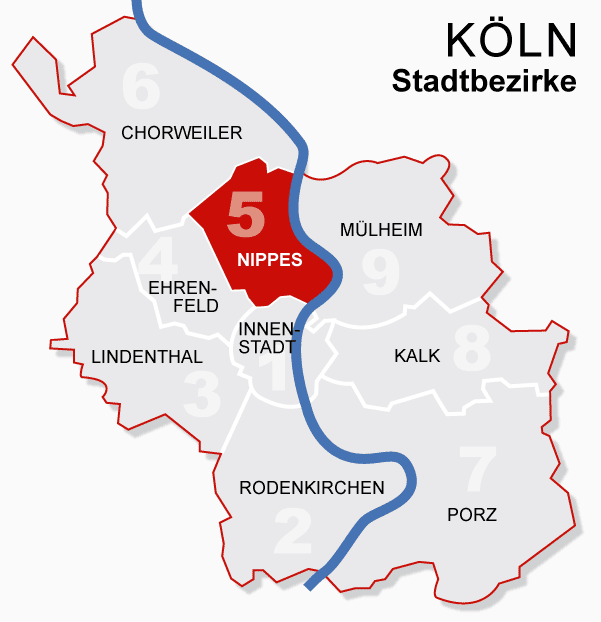
Nippes placering i Köln

Nippes är ett stadsdelsområde i Köln. Det ligger norr om centrum och omfattar ett administrativt område med stadsdelarna Bilderstöckchen, Longerich, Mauenheim, Niehl, Nippes, Riehl och Weidenpesch. I stadsdelsområdet bor det cirka 109 000 invånare (2005 ) på 31,8 km².

## Galleri

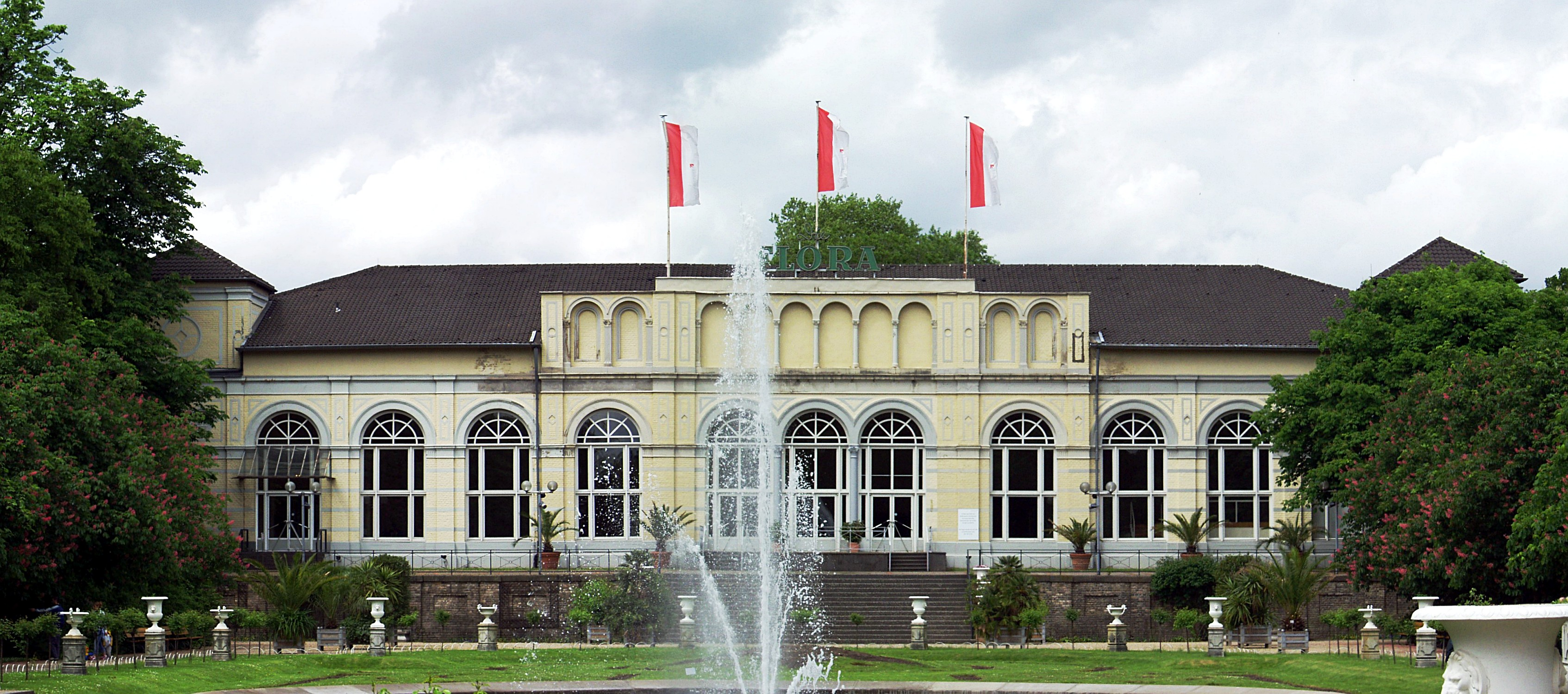
Botaniska trädgården Flora